# Чеда (Парма)
Чеда је насеље у Италији у округу Парма, региону Емилија-Ромања.
Према процени из 2011. у насељу је живело 33 становника. Насеље се налази на надморској висини од 797 м.